# Hyperversum Ultimate
Hyperversum Ultimate è un romanzo fantasy del 2017 di ambientazione storica, scritto da Cecilia Randall (pseudonimo dell'italiana Cecilia Randazzo), quinto della serie di sei romanzi iniziata con Hyperversum. Come i precedenti è stato pubblicato da Giunti Editore.

## Trama
Il libro prosegue senza soluzione di continuità le vicende narrate nel romanzo precedente.
Alexandra Freeland, dopo un litigio col padre Daniel, riesce a fare ritorno nel '200 grazie al videogioco Hyperversum Ultimate, con lo scopo di restare nel medioevo e sposare Marc, il figlio di suo zio Ian, a sua volta "trasferitosi" nel medioevo 20 anni prima per sposare una dama medioevale.
Ian, conscio delle difficoltà sia oggettive e culturali che Alex potrebbe incontrare nel passare il resto della sua vita nel medioevo, impone a lei ed a Marc di trascorrere insieme almeno sei mesi prima di decidere il matrimonio. Marc (che è primo cavaliere del Re di Francia) deve recarsi a Corte, e pertanto si decide che Alexandra lo seguirà per conoscere meglio tanto lui che l'ambiente medioevale.
Tuttavia essendo trascorsi due anni dal loro ultimo incontro, Alexandra si rende presto conto a corte che Marc è piuttosto cambiato, tanto che lei trova quasi più affinità e confidenza con il giovane sir Richard Martewall, figlio di un cavaliere inglese amico di Ian.
A corte il Re affida a Marc una delicata indagine: a Dunkerque è stato ritrovato il cadavere di un uomo, che è risultato essere un Templare proveniente dall'Inghilterra e latore di una missiva scomparsa che si teme possa innescare una nuova guerra fra Francia e paesi confinanti. Marc e Alex si spostano quindi nella cittadina sulla costa della Manica, accompagnati da Richard che sta tornando in Inghilterra. Qui giunti l'atteggiamento troppo "medioevale" di Marc indispone sempre di più Alex, che decide per ripicca di vestirsi da uomo e uscire da sola a vagabondare nella cittadina, all'insaputa di tutti, mentre Marc è fuori città per le indagini.
Mentre vagabonda nei pressi del porto, Alex incontra Adèle una giovane ragazza francese con un neonato che si scopre essere ricercata da alcuni sgherri poco raccomandabili e desidera fuggire in Inghilterra: decide allora di aiutarla approfittando del fatto che Richard si sta recando proprio là ed è disponibile ad accompagnarla nel viaggio. Tuttavia il gruppo è sorpreso dai criminali e per sfuggire Alex è costretta ad imbarcarsi con la ragazza lasciando a terra Richard e credendolo altresì ucciso dai malviventi. Nello stesso tempo, Marc è fatto oggetto di un agguato da parte di un feudatario infedele, Reynart de Martagne, ma riesce a salvarsi e tornare a Dunkerque.
Si scopre che il Templare ucciso è tal Simon de Sullie, primogenito ed erede del feudo di Sulliecaster in Inghilterra. Poiché anche Alex è finita in Inghilterra, Marc decide di recarsi anche lui sull'isola. Nel frattempo Alex, seguendo i desideri di Adèle, si sta recando proprio a Sulliecaster, in quanto la giovane rivela che il neonato è figlio illegittimo del più giovane dei signori di Sulliecaster, Guy, in viaggio per la Terrasanta. Alex capisce quindi che il Simon era in Francia anche per recuperare il nipote.
Giunte tuttavia a Sulliecaster, Alex, Adèle ed il bambino non vengono affatto beneaccolti da Charles de Sullie, il fratello di Simon e Guy, anzi sono immediatamente imprigionate. Charles infatti pensa che Simon sia il padre (e quindi il neonato sia il primogenito erede), ed ha quindi organizzato l'uccisione di Simon a Dunkerque ed assoldato gli sgherri per uccidere anche Adèle ed il bambino, al fine di diventare lui l'erede di Sulliecaster. Chiarito il punto, Charles decide di uccidere immediatamente le prigioniere. Per evitare la morte Alex è costretta suo malgrado a far apparire l'icona di Hyperversum davanti a Charles, facendogli credere ad una stregoneria e causandone la momentanea fuga dalla prigione in preda al terrore.
Nel frattempo Marc e Richard sono sbarcati in Inghilterra e, sulle tracce di Alex, si stanno dirigendo proprio a Sulliecaster insieme al fratellastro di quest'ultimo, sir Beau Foxworth (che altri non è che Beau Coda di Volpe conosciuto da Ian nel secondo romanzo). Giunti alla rocca, Marc si introduce di nascosto e riesce a trarre in salvo Alex, Adèle ed il bambino, facendo anche confessare a sir Charles le sue trame omicide.
Di ritorno in Francia, Marc lascia la questione dei de Sullie nelle mani dell'Ordine dei Templari e fa ritorno a Corte con Alex. Dopo aver chiarito al Re Luigi IX che la famosa lettera scomparsa era solo una proposta di matrimonio del Re inglese Enrico III e che la morte del Templare era una questione di famiglia, i due giovani fanno ritorno a casa a Chatel-Argent.
Qui Alex ritrova il padre, Daniel Freeland, che nel frattempo sempre tramite Hyperversum è venuto nel medioevo per ritrovare la figlia. Riappacificati, Daniel dà il suo assenso a lasciare per sei mesi la ragazza nel medioevo con Marc affinché si chiarisca meglio se davvero vuole sposarlo e restare nel XIII° secolo per il resto della sua vita.